# Paula Trabulsi
Paula Trabulsi, é uma diretora de cena brasileira, uma das sócias da BossaNovaFilms.

## Carreira
Trabalha há mais de 20 anos no mercado publicitário brasileiro e internacional, e dirigiu 2000 comerciais para importantes anunciantes como Unilever, Johnson & Johnson, Danone, Procter & Gamble, Honda, McDonald's, Citroën, Itaú Unibanco, Santander Banespa, Shell, Unibanco, Telemar, Petrobrás, Grendene, Perdigão, Gatorade, e outros.
Participou com o filme “Bye Bye Love”, para a Dunkin' Donuts, onde conquistou seu 1º Leão em Cannes. Dirigiu o vídeo viral de Dove Invisible Dry “Fuga”, criado pela Ogilvy Brasil que na categoria “Internet” foi Grand Prix no Festival Brasileiro de Publicidade do Rio de Janeiro, festival, organizado pela ABP.
Alem deste, Dove “Fuga” também foi ouro no Festival Wave e finalista em Cannes, no ano de 2008.
Além de trabalhar com publicidade, Paula está focada em seu curta-metragem “Linha do Desejo”, baseado no livro “Bancos de Memórias”, de Maria Cecilia Azevedo. Para realizar este filme, Trabulsi finalizará o curta “Onde as Curvas se Encontram”, um ensaio para o longa e que terá desdobramento para uma exposição de fotografias, cujo projeto ainda está em desenvolvimento.
Dirigiu o curta-metragem “Déjeuner du Matin”, que venceu o The New York Festival após competir com mais de 2000 curtas de 32 países. O filme foi faz parte do acervo permanente do Museu de Belas Artes de Boston.